# Göta Pettersson
Göta Elisabeth Pettersson (Stoccolma, 18 dicembre 1926 – Stoccolma, 9 ottobre 1993) è stata una ginnasta svedese.

## Palmarès

### Olimpiadi
- Oro a Helsinki 1952 negli attrezzi a squadre.

### Mondiali
- Oro a Basilea 1950 nel concorso a squadre.